# Олефиров, Андрей Владимирович
Андре́й Влади́мирович Олефиров (укр. Андрій Володимирович Олефіров; род. 18 марта 1972, Киев) — украинский дипломат, чрезвычайный и полномочный посол Украины в Финляндии (2014—2019) и по совместительству посол Украины в Исландии (2016—2019).

## Биография
Родился 18 марта 1972 года в Киеве.
В 1994 году окончил Киевский национальный университет имени Тараса Шевченко с квалификацией «филолог, переводчик с английского и испанского языков».
С 1996 года начал работу в Консульском управлении МИД Украины, где занимал должности атташе, третьего секретаря, второго секретаря.
С 1998 по 2001 годы работал вторым секретарем по консульским вопросам Посольства Украины в Республике Хорватия, исполняющим обязанности (и. о.) Временного поверенного в делах Украины в Республике Хорватия.
В 2003 году получил степень магистра внешней политики после окончания Дипломатической академии Украины при МИД Украины.
С 2003 по 2004 годы занимал должность первого секретаря Управления кадров и учебных заведений МИДа Украины.
С 2004 по 2008 год был консулом Генерального консульства Украины в Нью-Йорке.
С 2008 по 2009 годы занимал должности начальника отдела по консульско-правовым вопросам Департамента консульской службы, в 2010 году — заместителя директора Департамента секретариата Министра иностранных дел Украины, а с 2010 по 2012 годы — директора Департамента консульской службы МИДа Украины.
С 3 июля 2012 года был назначен заместителем Министра иностранных дел Украины и руководителем аппарата.
21 декабря 2013 года Указом президента Украины № 700/2013 был присвоен дипломатический ранг Чрезвычайного и Полномочного Посла.
20 августа 2014 года Указом президента Украины № 659/2014 был назначен чрезвычайным и полномочным послом Украины в Финляндии, а 22 февраля 2016 года назначен по совместительству послом Украины в Исландии.
18 сентября 2018 года упал с лестницы в здании Посольства Украины в Финляндии, получив тяжёлые травмы. В течение четырёх месяцев был госпитализирован в больнице Хельсинки, а в феврале 2019 года переправлен в Украину для дальнейшего лечения. Указом Президента Украины № 232 от 16 мая 2019 года освобождён от своих обязанностей.
Владеет английским, испанским и хорватским языками. Женат, имеет двоих детей.

## Награды
- Кавалер ордена «За заслуги» ІІІ степени (19 июня 2017)[8]